# Nebrioporus elegans
Nebrioporus elegans is een keversoort uit de familie van de waterroofkevers (Dytiscidae). De wetenschappelijke naam van de soort is voor het eerst geldig gepubliceerd in 1794 door Georg Wolfgang Franz Panzer.